# Brednäbbad simsnäppa
Brednäbbad simsnäppa (Phalaropus fulicarius) är en vadare inom gruppen simsnäppor.

## Utseende

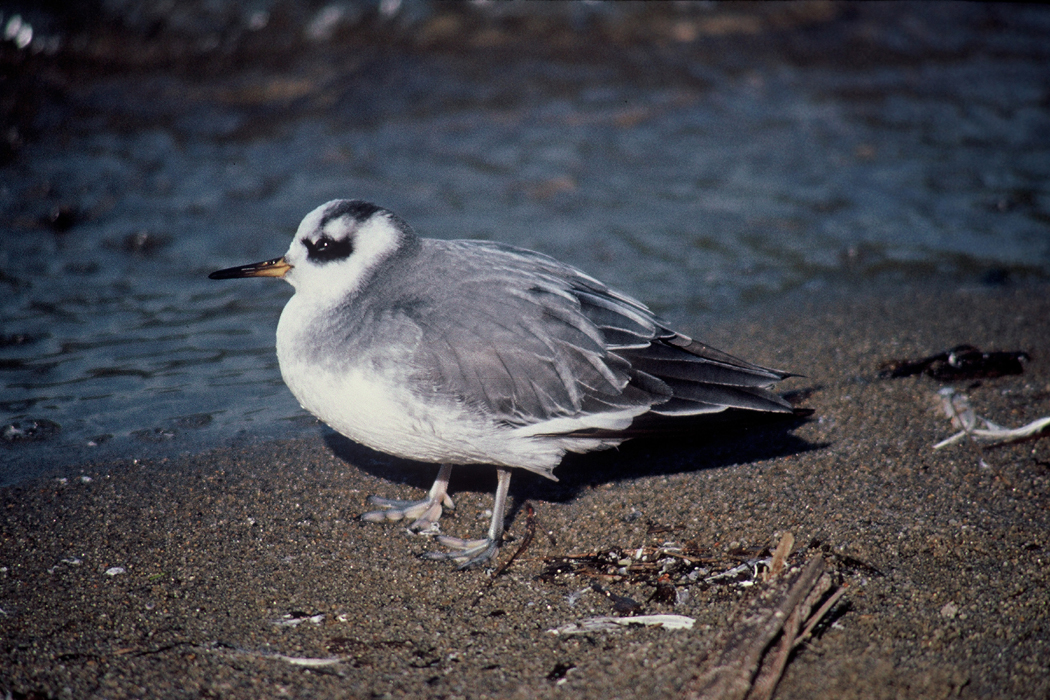
Brednäbbad simsnäppa i vinterdräkt

Den brednäbbade simsnäppan är ungefär 21 centimeter lång och väger 40-80 gram. Den har flikiga tår och rak näbb som är något bredare än smalnäbbade simsnäppans. Den häckande honan är till större delen mörkbrun och svart på ovansidan, med röd undersida och vita kindfläckar. Näbben är gul med svart spets. Den häckande hanens dräkt är en diskretare variant av honans. 
Juvenilerna är grå och bruna upptill, med brungul undersida och en svart fläck vid ögat. På vintern är fjäderdräkten i stort sett grå på ovansidan och vit undertill, men den svarta ögonfläcken finns alltid där. Näbben är svart på vintern. 

## Läte
Locklätet, som är starkare än hos smalnäbbad simsnäppa, är ett hårt och metalliskt kitt som kan påminna om sothönans och dess sång, som framförs av honan i spelflykt, är ett högljutt surrande.

## Utbredning
Brednäbbade simsnäppan häckar i arktiska områden i norra Europa, Asien och Nordamerika. Den är flyttfågel och, ovanligt nog för en vadarfågel, flyttar mestadels på havsvägar och övervintrar till havs på tropiska hav, framförallt vid Afrikas och Sydamerikas västkuster, där de kalla havströmmarnas (Kanarieströmmen och Benguelaströmmen, respektive Humboldtströmmen) uppvällande vatten är rikt på föda.
Den observeras sällsynt som sträckgäst i västra Europa och då särskilt på de brittiska öarna runt september till oktober, framför allt i samband med hårda västvindar, men även på förvåren. I Sverige har den observerats vid olika tillfällen under årets alla månader och då mest vid kusterna i Skåne, Bohuslän, Halland, Gotland och Öland.

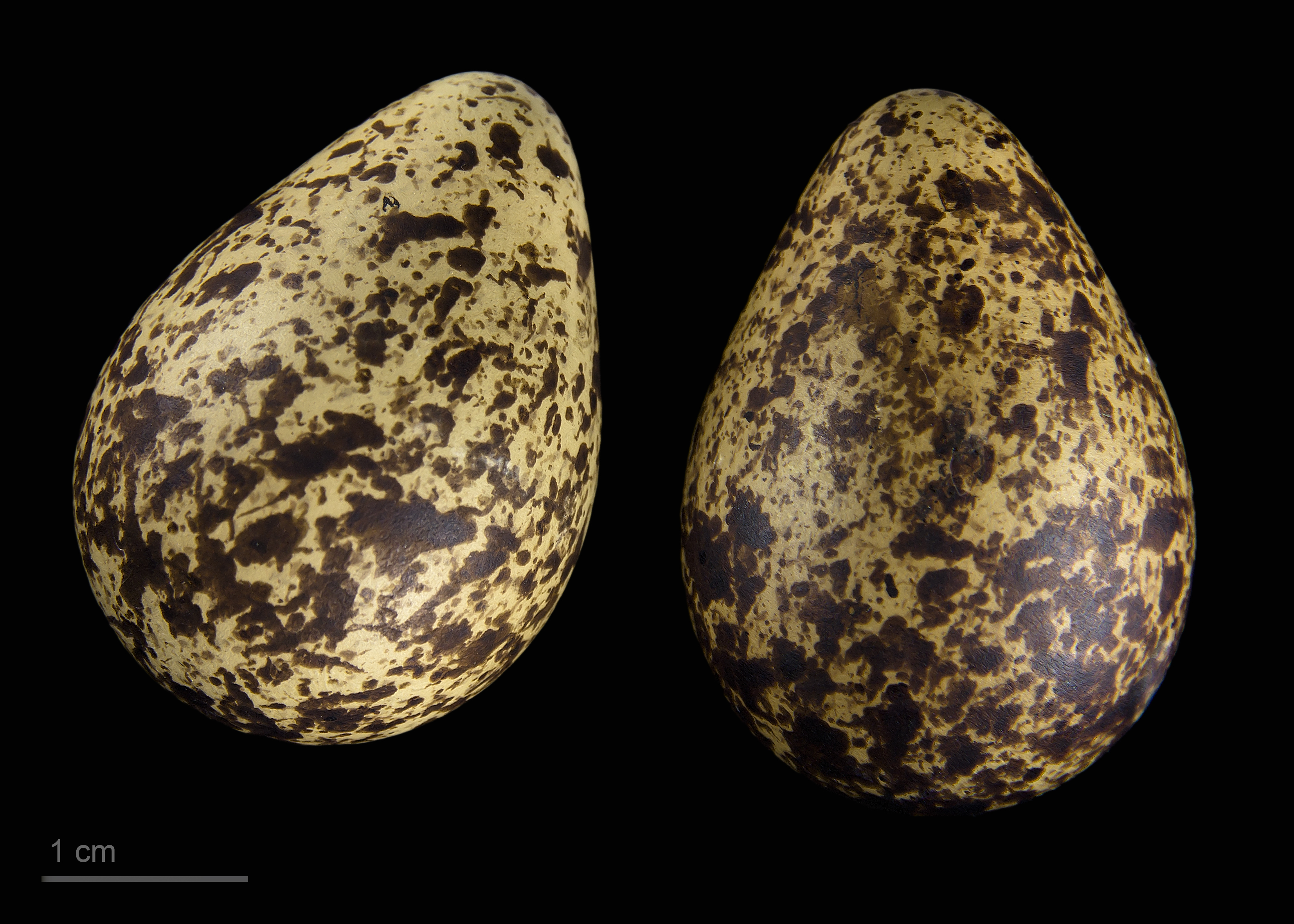
Phalaropus fulicarius

## Simsnäppornas släktskap
Tidigare behandlades de tre arterna simsnäppor som en egen underfamilj bland snäpporna (Scolopacidae), eller till och med som en egen familj, på grund av sina avvikande vanor. Genetiska studier visar dock att de är en del av familjen, nära släkt med snäpporna i Actitis och Tringa. Troligen är tereksnäppan (Xenus cinereus) simsnäppornas närmaste släkting.

## Ekologi

### Föda
När en brednäbbad simsnäppa söker föda brukar den ofta simma i en liten, snabb cirkel och bilda en liten strömvirvel. Det anses att detta beteende gör det lättare att hitta föda genom att det rör upp föda från botten av grunt vatten. Fågeln sträcker näbben mot virvelns mitt och plockar små insekter eller  kräftdjur som blivit fångade där. Ibland flyger den upp och fångar insekter i flykten. Den födosäker även vadande på grunt vatten eller gående på land. På öppet hav ser man ofta simsnäppor där sammanflytande strömmar åstadkommer uppströmningar.

### Häckning
De typiska könsrollerna bland fåglar är omvända bland simsnäppor. Honor är större och mer bjärt färgade än hanarna. Honorna jagar hanar, konkurrerar om boplatser och försvarar sitt bo och sin hane aggressivt. När honorna har lagt ägg börjar de flytta söderut och lämnar hanarna att ruva äggen och ta hand om ungarna. Två, tre eller, vanligen, fyra ägg läggs i ett bo på marken nära vatten (större kullar, fem till sju ägg, förekommer och beror på att två honor lagt i samma bo). Äggen ruvas i 18–20 dagar. Ungarna livnär sig mestadels själva och är flygga 16–18 dagar efter födelsen.

## Status
Brednäbbad simsnäppa har ett mycket stort utbredningsområde, men populationsutvecklingen är okänd. Den anses inte vara hotad och internationella naturvårdsunionen IUCN kategoriserar den som livskraftig. Världspopulationen uppskattas till mellan nio och tolv miljoner adulta individer.